# Autoroute A1 (Sénégal)
Pour les articles homonymes, voir A1, Autoroute 1 et Autoroute A1.
L'autoroute A1, ou autoroute de l'Avenir, est la première  autoroute du Sénégal, elle relie Dakar à l'aéroport international Blaise Diagne et s'étend jusqu'à M'bour.
En 2023, l'autoroute a une longueur de 127 km. Elle fait partie du réseau des routes transafricaines.

## Le projet
La construction de l'autoroute visait à remédier aux embouteillages chroniques du trafic ouest-est entre Dakar et le reste du pays, dus à la situation géographique de la métropole à l'extrémité du goulet d'étranglement de la Presqu'île du Cap-Vert.
L'autoroute 1 est ouverte en trois phases, d'abord entre Dakar et Diamniadio en 2013, puis de Diamniadio à l'aéroport en octobre 2016 et enfin la section entre Sindia et Mbour de 35 km est inaugurée le 22 janvier 2019. Les travaux ont pris du retard à la suite d'un long processus d'indemnisation des propriétaires sur ce tronçon car elle devait ouvrir en 2016. Les chaussées sont à 2x3 voies entre Dakar et Thiaroye et à 2x2 voies entre Thiaroye et Mbour.
Cette section fait partie de l'axe majeur qui doit relier Dakar à Abidjan via Bamako.

## Le financement
Le financement a été en grande partie fourni dans le cadre d'un partenariat public-privé (PPP).
La construction de la route est financée par l'État du Sénégal, la l'Agence française de développement, la Banque mondiale, la république populaire de Chine , la Banque africaine de développement, la Banque islamique de développement et la Banque ouest-africaine de développement.

## Fonctionnement
L'autoroute A1 est une autoroute 2x2 à péage à l'extérieur de la ville de Dakar. Le tronçon entre le centre-ville de Dakar et l'aéroport international Blaise Diagne (AIBD), long de 42 kilomètres, est exploité par SECAA SA (Société Eiffage de la Concession de l'Autoroute de l'Avenir), une société d'Eiffage Sénégal et dont l'État du Sénégal détient une part de 25 %. Le tronçon entre l'Aéroport International Blaise Diagne (AIBD) et Thiadiaye, long de 64 kilomètres, est exploité par la Société D'exploitation et de Gestion des Autoroutes (SEGEA SA) sous la marque « Les Autoroutes du Sénégal ».

## Parcours actuel
| DAKAR-M'BOUR                                   |                                                                      |     |          |     |
| Signe                                          | Lieux                                                                | ↓km | Départ.  | TAH |
|                                                | Dakar Plateau                                                        | 0,0 | Dakar    | TAH |
| 1                                              | Bel Air - Colobane Port de commerce                                  | ..  | Dakar    | TAH |
| 2                                              | Castor                                                               | ..  | Dakar    | TAH |
| 3                                              | Hann Maristes (vers est)                                             | ..  | Dakar    | TAH |
| 4                                              | Patte d'Oie - Aéroport Léopold-Sédar-Senghor                         | ..  | Dakar    | TAH |
| Aire de service Dalifort (sens Dakar-Province) | Aire de service Dalifort (sens Dakar-Province)                       | ..  | Pikine   | TAH |
| Péage de Dali fort                             | Péage de Dali fort                                                   | ..  | Pikine   | TAH |
| 5                                              | Hann Bel-Air (vers ouest)                                            | ..  | Pikine   | TAH |
| 6                                              | Guediawaye - Pikine                                                  | 10  | Pikine   | TAH |
| 7                                              | Thiaroye Gare - Thiaroye s/Mer                                       | 14  | Pikine   | TAH |
| Aire de repos                                  | Aire de repos                                                        | --  | Pikine   | TAH |
| Péage de Thiaroye (1 000 FCFA)                 | Péage de Thiaroye (1 000 FCFA)                                       | ..  | Pikine   | TAH |
| Aire de repos                                  | Aire de repos                                                        | ..  | Pikine   | TAH |
| 8                                              | Keur Massar - Zone industrielle de Mbao                              | ..  | Pikine   | TAH |
| 9                                              | Rufisque Ouest - Cap des Biches                                      | ..  | Rufisque | TAH |
| Aire de repos                                  | Aire de repos                                                        | --  | Rufisque | TAH |
| Péage de Rufisque (400 FCFA)                   | Péage de Rufisque (400 FCFA)                                         | ..  | Rufisque | TAH |
| Aire de repos                                  | Aire de repos                                                        | ..  | Rufisque | TAH |
| 10                                             | Rufisque Est - Bargny - Sangalkam                                    | ..  | Rufisque | TAH |
| 11                                             | Diamniadio                                                           | ..  | Rufisque | TAH |
| 12                                             | Sebikotane -                                                         | 38  | Rufisque |     |
| Aire de repos                                  | Aire de repos                                                        | --  | Thiès    | TAH |
| Péage de Toglou (600 FCFA)                     | Péage de Toglou (600 FCFA)                                           | ..  | Thiès    | TAH |
| Aire de repos                                  | Aire de repos                                                        | ..  | Thiès    | TAH |
| 13                                             | Aéroport Blaise-Diagne                                               | 48  | Thiès    | TAH |
|                                                | parThiès et Touba                                                    | 52  | Thiès    | TAH |
| Péage de Kirene                                | Péage de Kirene                                                      | ..  | Thiès    | TAH |
| 14                                             | Sindia, Popenguine                                                   | ..  | M'bour   | TAH |
| 15                                             | Nguékhokh                                                            | ..  | M'bour   | TAH |
| 16                                             | M'bour Nord - Malicounda                                             |     | M'bour   | TAH |
| 17                                             | M'bour Est                                                           | 90  | M'bour   | TAH |
| 18 ·                                           | Thiadiaye - fin d'autoroute extrémité de l'autoroute en exploitation | 112 | M'bour   |     |

## Projet

### Extension en cours
Les travaux de la section entre Mbour et Kaolack (longue de 100 km en 2x2 voies extensibles en 2x3 voies) ont commencé seulement à la fin novembre 2021 (nombreux retards liés à la pandémie mondiale de Covid-19, etc.). La livraison de l'autoroute est prévue en avril 2026.

#### Sorties
L'extension permettra les sorties :
- 19 :  Fatick ;
- 20 :  Gandiaye ;
- 21 :  Kaolack.

### Extension à l'étude
Le 26 juin 2024, le ministre Malick Ndiaye évoque la possibilité de prolonger l'autoroute jusqu'à Tambacounda afin de contribuer à la réduction des accidents sur la route nationale 1 et au dynamisme économique des régions traversées.

## Galerie

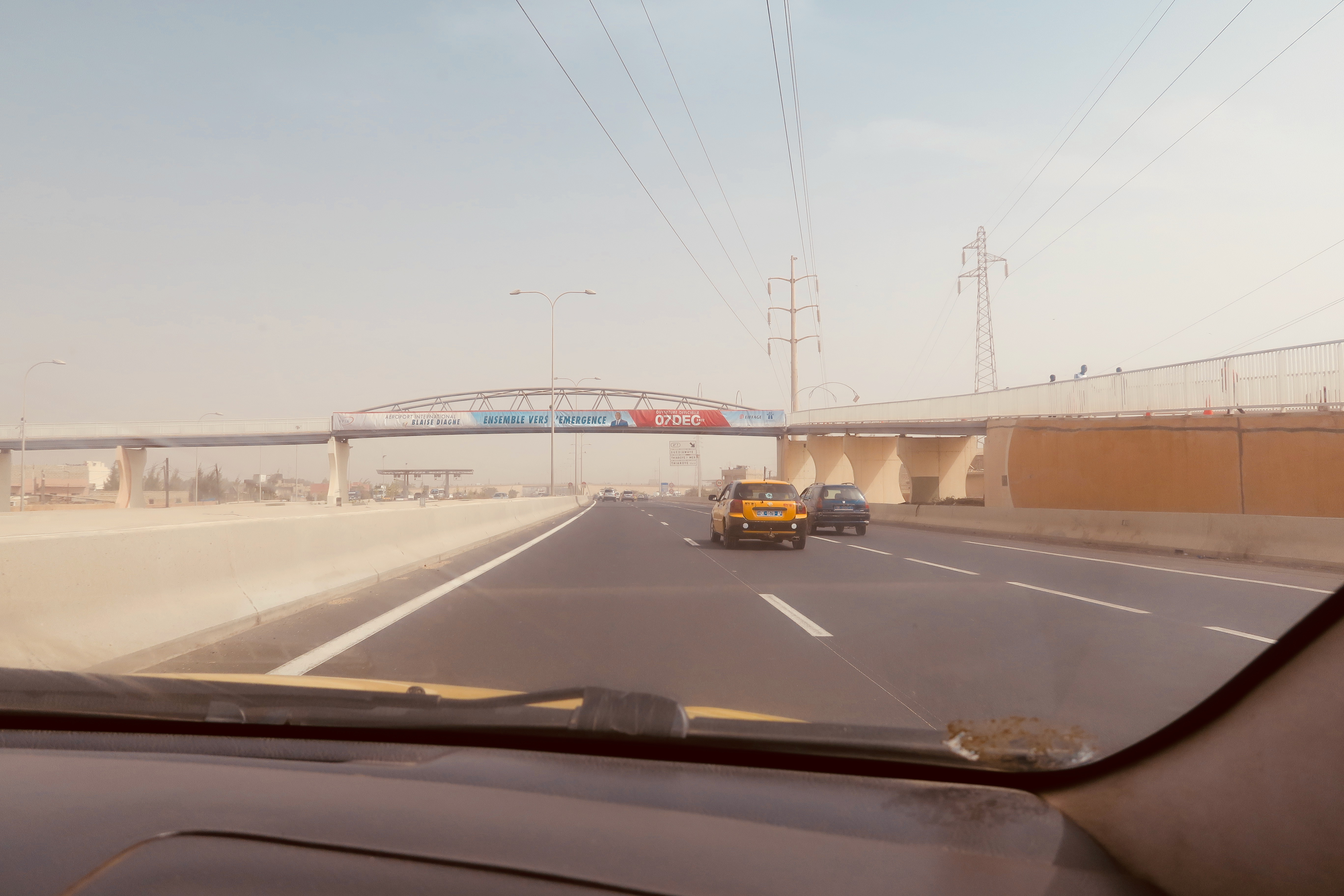
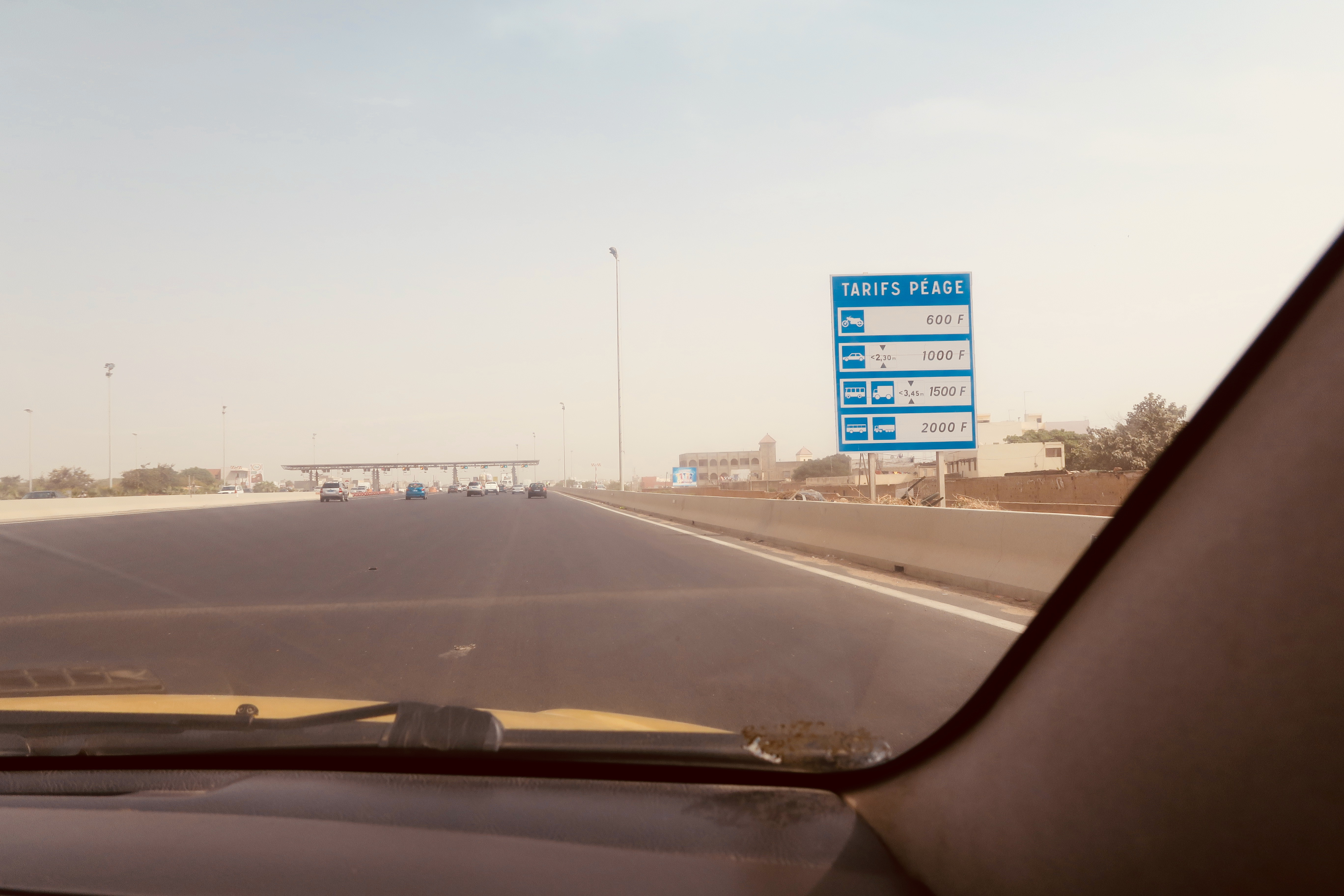
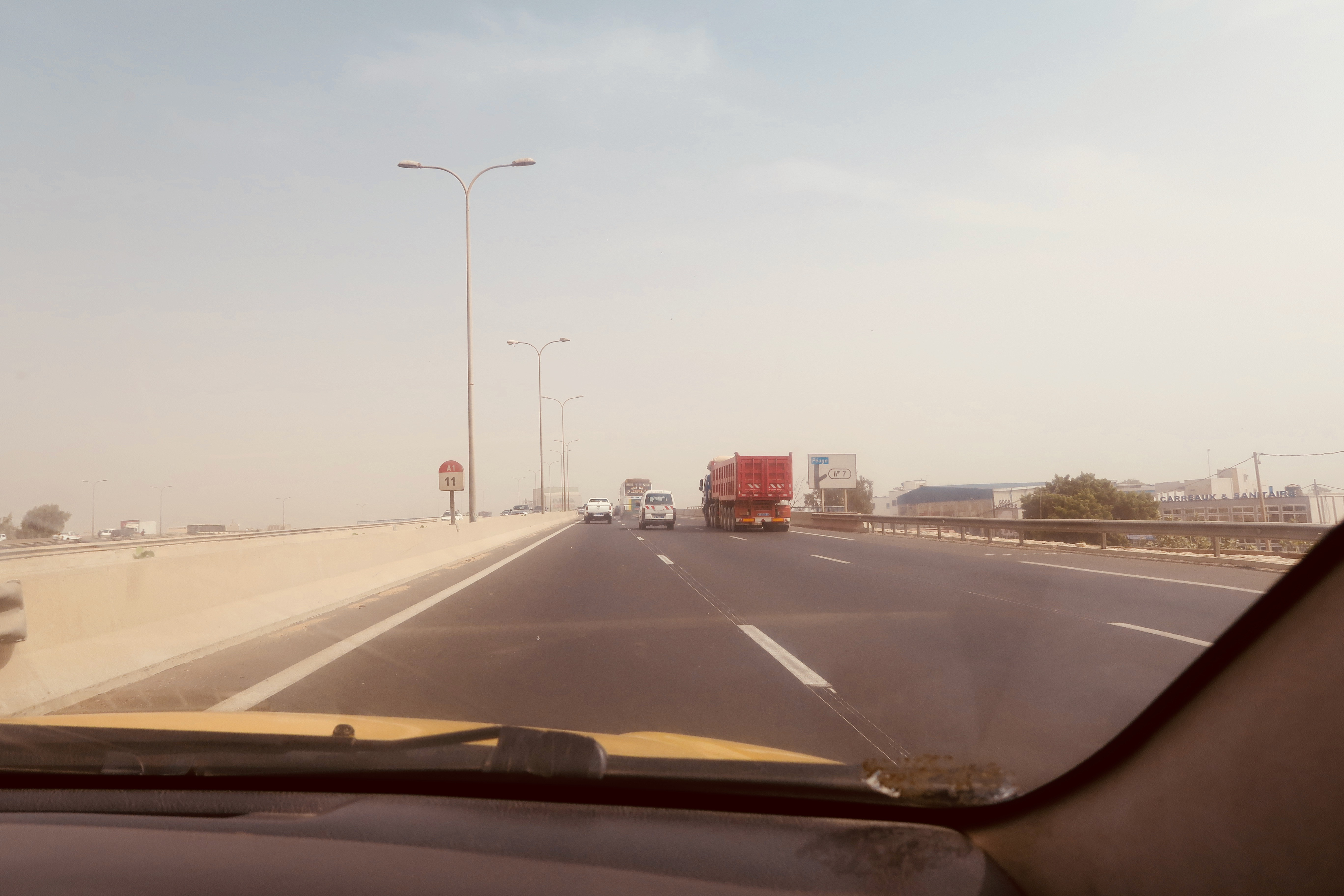
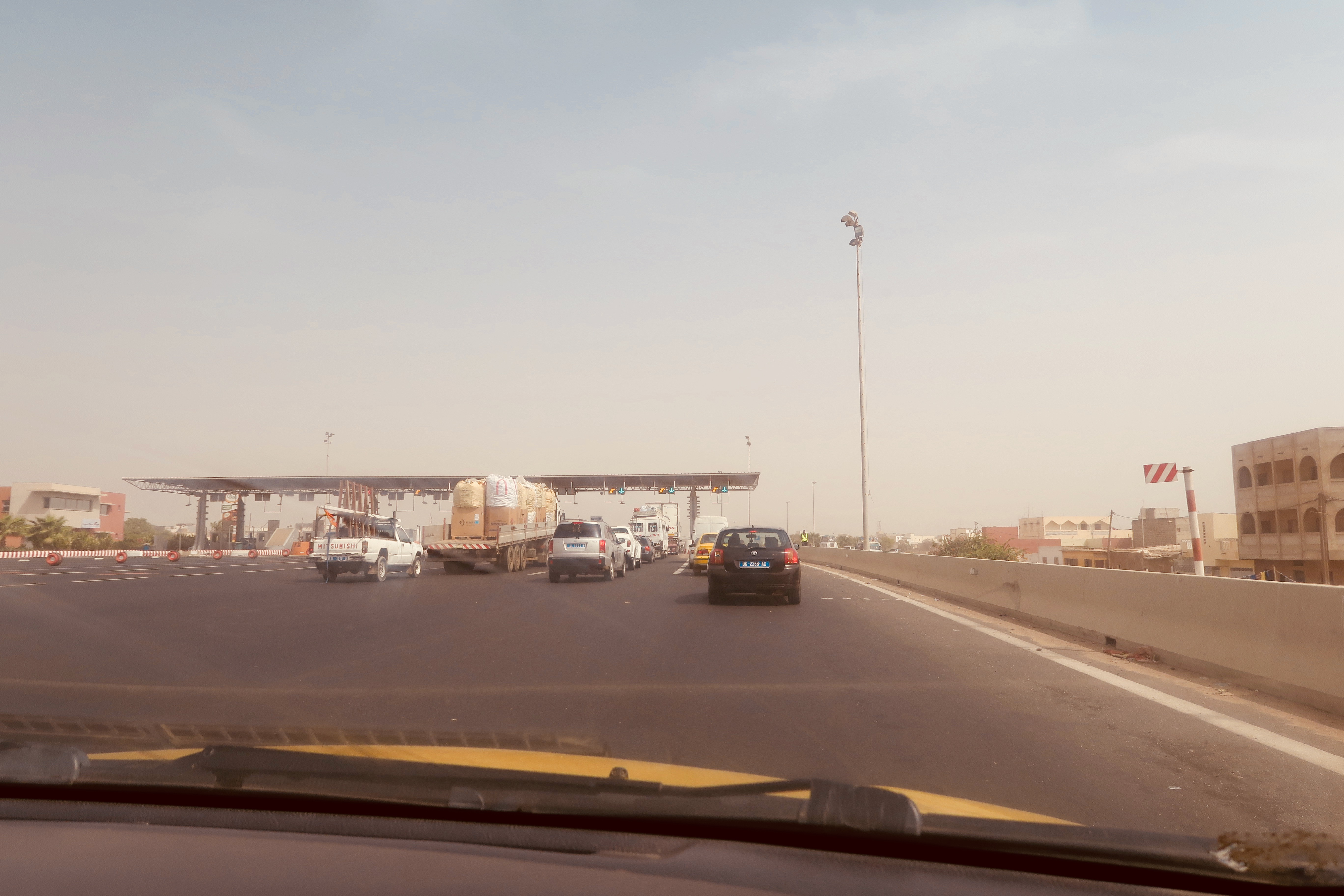